# Åke Samuelsson
Åke Sven Gunnar Samuelsson, född 9 oktober 1953 i Marbäcks församling, Jönköpings län, är en svensk pastor och författare. Han är känd som skapare av seriefigurerna Munken & Kulan.

## Biografi
Samuelsson växte upp i Marbäcks missionshus, som hans farfar hade byggt, utanför småländska Aneby. Han har beskrivit att han som barn fick en mörk gudsbild med en rädsla för Jesu återkomst, men att denna bild förändrades från "polis till fadersbild" under hans tid som ungdomsledare i Kristdala utanför Oskarshamn. Han utbildade sig till fritidsledare och fick en tjänst i Fiskebäckskyrkan inom Svenska Alliansmissionen i Göteborg som ungdomsledare, därefter som ungdomspastor och senare som pionjärpastor i församlingens arbete i Åkered, Västra Frölunda. 
Han läste samtidigt till pastor och blev avskild 1990 och har därefter arbetat som pastor i Åkeredskyrkan och Fiskebäckskyrkan i Göteborg, i Allianskyrkan i Jönköping och de sista sex åren före sin pensionering 2020 i pingstförsamlingen i Alingsås. Han har i många år medverkat vid den årliga Hönökonferensen.

### Munken & Kulan
Samuelsson har blivit känd som upphovsman till figurerna Munken & Kulan som kom till av en ren tillfällighet 1982 vid Hönökonferensen, då de som skulle hålla i programmet fick förhinder. Efter några år blev Munken & Kulan ett stående inslag under Hönökonferensen, där mötena spelades in på CD under tolv års tid. Fram till 2020 har de 48 inspelade skivorna sålts i omkring 200 000 exemplar, och har även följts av sex böcker som översatts till norska, danska, ukrainska och ryska. Berättelserna handlar om två kompisar, Munken och Kulan, där Kulan är en van kyrkobesökare, men inte Munken. I berättelserna görs en sammanflätning av en vardagshändelse och en berättelse från Bibeln, där bibelberättelsen är en integrerad del av händelseförloppet.
Samuelsson har uttryckt att Munken & Kulan hjälpt honom att bearbeta sin egen gudsbild.

## Diskografi

### Munken & Kulan
- A: Guds egen lådbil; Kulan på sjukhus
- B: Guldtian; Ronja
- C: Munkens hemliga hjärtevän; Degen jäser över
- D: Häftstift på frökens stol; Pappas fula händer
- E: Skatten på potatisåkern; Laga tänderna med daim
- F: Stark som ett lejon; Stenens hemlighet
- G: Munkens födelsedag; Mask i munnen
- H: Flisan i baken; Att kyssa en stortå
- I: De stulna fiskedragen; Vi tvättar pappas bil
- J: Guds muskelpojkar; Skolresan till Stockholm
- K: Pappa gråter; Vi fixar bruden
- L: Avslöjad; Fanta är godare än vatten
- M: En orm i sovsäcken; Att göra tvärt emot
- N: Uppäten av mask; Predika du så sover jag
- O: Nycklar bara försvinner; Vinkelsnurring håller
- P: Räddad av en fis; En bra karl reder sig själv
- Q: Vi kryper genom kakelugnen; Ta med smörgåsar
- R: Be leta knacka; Elden är lös
- S: Äckliga slemmen; Ryssen kommer
- T: Kebab varje dag; Kalle hjulbent
- U: Som fånge på biblioteket; Otroligt men sant
- V: Ett Herrens väder; Välsignade pepparkakor
- W: Förlåtelsen kostar; Folke förvirrad och döv
- X: Handen på hjärtat; Putte-Kulan har eget möte
- Y: Kanoten välter; I rosa pyjamasbyxor
- Z: Sist men inte minst; Är det farligt att dö?
- Å: Lillebror är spårlöst borta; Trandansen
- Ä: Båda hade kniv; Munken får en lillasyster
- Ö: Så började det; Skolan brinner
- α: Glad att få ge; Båtutflykten
- β: Munken osams med Sigge; Pappa snyter sig i duken
- γ: Ormen på stången; Bara kaniner
- δ: En pojke saknas; Klok som en åsna
- ε: Rädd på utsidan; Märket på benet
- λ: Utan hopp i Smögen; Föräldrafritt
- μ: Den röda tråden; Den stora människoälskaren
- π: En tjuv på bussen; Tiotusen är mer än två
- Σ: Det känns i magen; Att sitta fast i berget
- Φ: Med öppen gylf; Jag är en juvel
- ψ: Det trodde jag inte om pappa; Krama inte en målare
- θ: Pennmysteriet; Eftersökt
- ξ: Varför måste jag hjälpa till hemma; Pissepetter
- Ω: Glöm inte att komma ihåg; Känd av en kändis
- Rosa: Lisebergskaninen; Rune
- Blå: Gör vad du kan; Korv med mos
- Orange: Nisse slips; Lucky loser
- Munken & Kulan: Kamratstödjare
- Munken & Kulan och Änglabyrån, 24 delar (adventskalender)

### Munken & Kulan: På flakmoped genom Småland
- Dags att ge sig iväg
- På auktionen
- Den hemliga lådan
- Jagad av tjurar
- När allt blev fel
- Utedasset och giftasbjörken
- Tagna av polisen